# Andy Knape
Andy Knape (* 3. Januar 1986 in Magdeburg) ist ein deutscher Politiker und Mitglied der rechtsextremen Partei Die Heimat (vormals NPD). Er war seit 2008 Landesvorsitzender der Jungen Nationaldemokraten (JN), der Jugendorganisation der NPD, in Sachsen-Anhalt. Ab Oktober 2012 war Knape der Bundesvorsitzende der NPD-Jugend. Dem NPD-Bundesvorstand gehörte er als JN-Vorsitzender nicht kraft seines Amtes an, da er bereits 2011 als Beisitzer in diesen gewählt wurde. Knape war seitdem für den parteiinternen Ordnungsdienst verantwortlich. Weiterhin war er Mitarbeiter der NPD-Fraktion im sächsischen Landtag.

## Beruflicher Werdegang
Knape besitzt einen erweiterten Realschulabschluss und ist gelernter Kaufmann. 2009 machte er an der Verwaltungs- und Wirtschaftsakademie einen Abschluss als Ökonom für Personalmanagement (VWA). Zwischenzeitlich als Filial- und Bereichsleiter im Einzelhandel tätig, wurde er von 2012 bis 2014 von der sächsischen Landtagsfraktion der NPD als Technischer Mitarbeiter beschäftigt.

## Politische Laufbahn
Seit 2000 engagiert er sich nach eigenen Angaben in sogenannten freien nationalen Gruppen. 2006 leitete er die Ortsgruppe, den sogenannten Stützpunkt der JN in Magdeburg. Zwei Jahre später stieg er zum Vorsitzenden seines Landesverbandes auf.
2009 trat er in die NPD ein und kandidierte als Stadtrat in Magdeburg. Die NPD erhielt 2,01 Prozent der Stimmen und erlangte einen Sitz. Im gleichen Jahr befand er sich auf der Landesliste und als Wahlvorschlag für den Wahlkreis Altmark für die Bundestagswahl 2009 und erreichte 2,2 Prozent der Erststimmen. 2011 kandidierte er ebenfalls bei der Landtagswahl in Sachsen-Anhalt 2011 auf dem Listenplatz 9 der NPD.
Im Jahr 2010 wurde er zum stellvertretenden Bundesvorsitzenden der JN gewählt. Wenig später wurde eine Rede von ihm auf einer Demonstration in Bad Nenndorf von der Polizei wegen des Verdachts auf Glorifizierung der Waffen-SS abgebrochen. Im November 2011 wurde er auf dem Bundesparteitag der NPD als Unterstützer von Holger Apfel als Beisitzer in den Bundesvorstand gewählt. Ein Jahr später löste er den fünf Jahre lang amtierenden JN-Bundesvorsitzenden Michael Schäfer an der Spitze des Jugendverbandes ab.
Ab September 2014 wurde Knape nicht mehr dem Bundesvorstand der NPD zugehörig und als Vorsitzender der JN geführt.